# Zahara
Zahara – gmina w Hiszpanii, w prowincji Kadyks, w Andaluzji, o powierzchni 72,48 km². W 2011 roku gmina liczyła 1511 mieszkańców.